# Émile Duplat
Émile André Henri Duplat (Le Havre, 6 settembre 1880 – Parigi, 30 luglio 1945) è stato un ammiraglio francese, che all'inizio della sua carriera militare prese parte alla operazione di repressione della rivolta dei Boxer, partecipando poi alla prima guerra mondiale. Tra le due guerre mondiali ricoprì vari incarichi sia in mare che a terra: membro della Commissione per il disarmo navale (1926), Auditore presso il Centre des hautes études navales (1928) comandante dell'incrociatore leggero La-Motte-Picquet (1929), Capo del 1º Ufficio (Organizzazione) dello Stato maggiore della marina (1932), comandante del settore marittimo di Tolone (1933), comandante della 4ª Divisione incrociatori leggeri e del gruppo cacciatorpediniere della 2ª Squadra (1934). Nelle prime fasi della seconda guerra mondiale fu comandante della 3ª Squadra navale di base a Tolone, alzando la sua insegna sull'incrociatore pesante Algérie. Il 14 giugno 1940, subito dopo l'entrata in guerra del Regno d'Italia, salpò a Tolone alla testa delle sue unità per andare a bombardare il porto e l'area industriale di Genova (Operazione Vado). Dopo la firma dell'armistizio di Villa Incisa assunse l'incarico di Presidente della delegazione francese presso la Commissione Italiana d'Armistizio con la Francia (CIAF).

## Biografia
Nacque a Le Havre il 6 settembre 1880, figlio di Eugene Jean-Baptiste e di Jeanne Henriette Robert, e si arruolò nella Marine nationale nel 1898, frequentando l’Ecole navale da cui uscì con il grado di aspirante il 5 ottobre 1901. Si imbarcò a Brest sul Chasseloup-Laubat appartenente alla Squadra navale dell’Estremo Oriente, partecipando alle operazioni di repressione della rivolta dei Boxer in Cina. Trasferito a bordo del  Friant durante questa campagna, si imbarcò poi sull’incrociatore Pascal nel gennaio 1903.
Promosso enseigne de vaisseau il 5 ottobre dello stesso anno, fu trasferito a bordo della nave da battaglia Masséna dell’Escadre du Nord nel gennaio 1904 e quindi sull’incrociatore corazzato Dupleix in forza alla divisione navale dell'Atlantico (1904-1905). Si imbarcò poi sulla nave da battaglia Jauréguiberry nel gennaio 1906, ottenendo il brevetto di ufficiale di torpediniera l’anno successivo.
A partire dal gennaio 1908 prese servizio sulla corazzata Liberté a Brest, e quindi assegnata alla squadra navale del mediterraneo. Fu assegnato come vicecomandante al sommergibile l'Archimède di stanza a Cherbourg il 1 gennaio 1909, e promosso tenente di vascello il 1 aprile dello stesso anno. Il 1º gennaio 1912 assunse il comando del sommergibile Aigrette, e il 1 gennaio 1914 di quello di un gruppo di torpediniere di base alla stazione navale di Brest.
Dopo lo scoppio della prima guerra mondiale si distinse nelle operazioni belliche, venendo decorato con la Croce di Cavaliere della Legion d'onore il 26 giugno 1915. Il mese successivo divenne Aiutante di campo del Prefetto marittimo del 2e Arrondissement di Brest nel luglio. In seguito fu trasferito presso il comando dell'Armée d'Orient a Moudros, e poi a Salonicco, divenendo aiutante di campo dell’ammiraglio Salaün nel corso del 1916.
Ritornò a Parigi il 1 gennaio 1918, assegnato al servizio pattugliamento presso la Direzione generale della guerra sottomarina. Il seguito comandò l'avviso Suippe e fu promosso capitano di corvetta il 10 luglio 1919. L’anno successivo si brevettò all'École supérieure de la Marine, passando quindi in servizio presso lo Stato Maggiore della Marine nationale il 1 gennaio 1921, assegnato in forza al 4e Bureau  (Porti e basi-Trasporti-Approvvigionamenti-Communizioni).
Promosso capitano di fregata il gennaio 1922, comandò la 1ª Squadriglia sommergibili di Cherbourg nel 1924, venendo nominato Ufficiale della Legion d'onore il 27 dicembre dello stesso anno. Diventò membro della Commissione per il disarmo navale nel 1926, venendo promosso capitano di vascello il 1 aprile 1927. Auditore presso il Centre des hautes études navales nel 1928, comandò l'incrociatore leggero La-Motte-Picquet nel 1929.

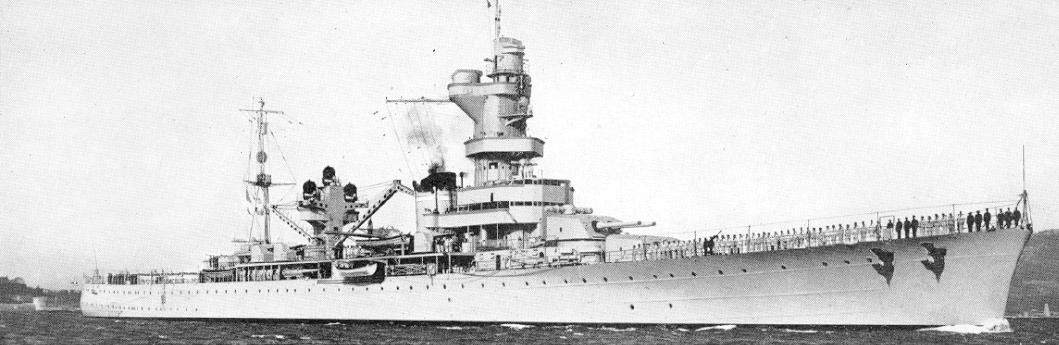
L'incrociatore pesante Algerie, nave di bandiera del viceammiraglio Duplat nel corso del bombardamento di Genova del 14 giugno 1940. (Operazione Vado).

Capo del 1er Bureau (Organizzazione) dello Stato maggiore della marina il 1 gennaio 1932, fu promosso contrammiraglio il 4 dicembre dello stesso anno. Comandante del settore marittimo di Tolone nel 1933, fu nominato Commendatore della Legion d'onore il 30 dicembre dello stesso anno. Nel settembre 1934 divenne comandante della 4ª Divisione incrociatori leggeri e del gruppo cacciatorpediniere della 2ª Squadra. Nel maggio 1936 assunse la direzione del personale della flotta, e venne promosso viceammiraglio nel maggio 1937. Assunto il comando della 3ª Squadra di stanza a Tolone nel giugno 1939, alzò la sua insegna sull'incrociatore pesante Algérie. Il giorno 14 giugno 1940, subito dopo l'entrata in guerra del Regno d'Italia, avvenuta il 10 dello stesso mese, in piena campagna di Francia, salpò da Tolone alla testa delle sue unità per andare a bombardare il porto e l'area industriale di Genova (Operazione Vado).
Promosso ammiraglio nel successivo mese di luglio, divenne presidente della delegazione francese presso la Commissione Italiana d'Armistizio con la Francia (CIAF), avente sede a Torino. Mentre ricopriva tale incarico il 7 luglio 1940 si fece portatore presso il suo omologo italiano di una proposta per autorizzare un'azione di forza atta a liberare la squadra francese presente nel porto di Alessandria d'Egitto e internata de facto dai britannici. Il 9 luglio informò la controparte italiana che l’azione era stata posticipata, e poi non fu mai effettuata. Posto in posizione di riserva nel settembre 1942, divenne Cavaliere di gran croce della Legion d'onore con decreto del 21 dicembre 1943. Si spense a Parigi il 30 luglio 1945, sessantaquatrenne.

### Annotazioni
1. ↑  Da Torino manteneva i contatti con la Direction des services de l'armistice a Clermont-Ferrand.

### Fonti
1. ↑  Taillemite 1992, pp. 161-162.
2. 1 2 3 4 5 6 7 8 9 10 11 12 13  Defense Industry Daily.
3. 1 2 3 4  Auphan, Mordal 2016, p. 99.
4. ↑  Benoist-Méchin 1984, p. 275.
5. 1 2 3  Paxton 2015, p. 74.